# Angelo Gilardi
Angelo Gilardi (Olginate, 21 febbraio 1966) è un ex cestista italiano.

## Carriera
Cresciuto nella Pallacanestro Cantù, ha trascorso la carriera da professionista prevalentemente tra Cantù e Gorizia.
Ha fatto parte della nazionale italiana ai campionati europei di Atene 1987.
Ha terminato la sua carriera giocando in Serie D nella squadra della sua città natale, la Pallacanestro Olginate.

## Palmarès
- Coppa Korać: 1

Pall. Cantù: 1990-91